# 中国毛沢東主義共産党

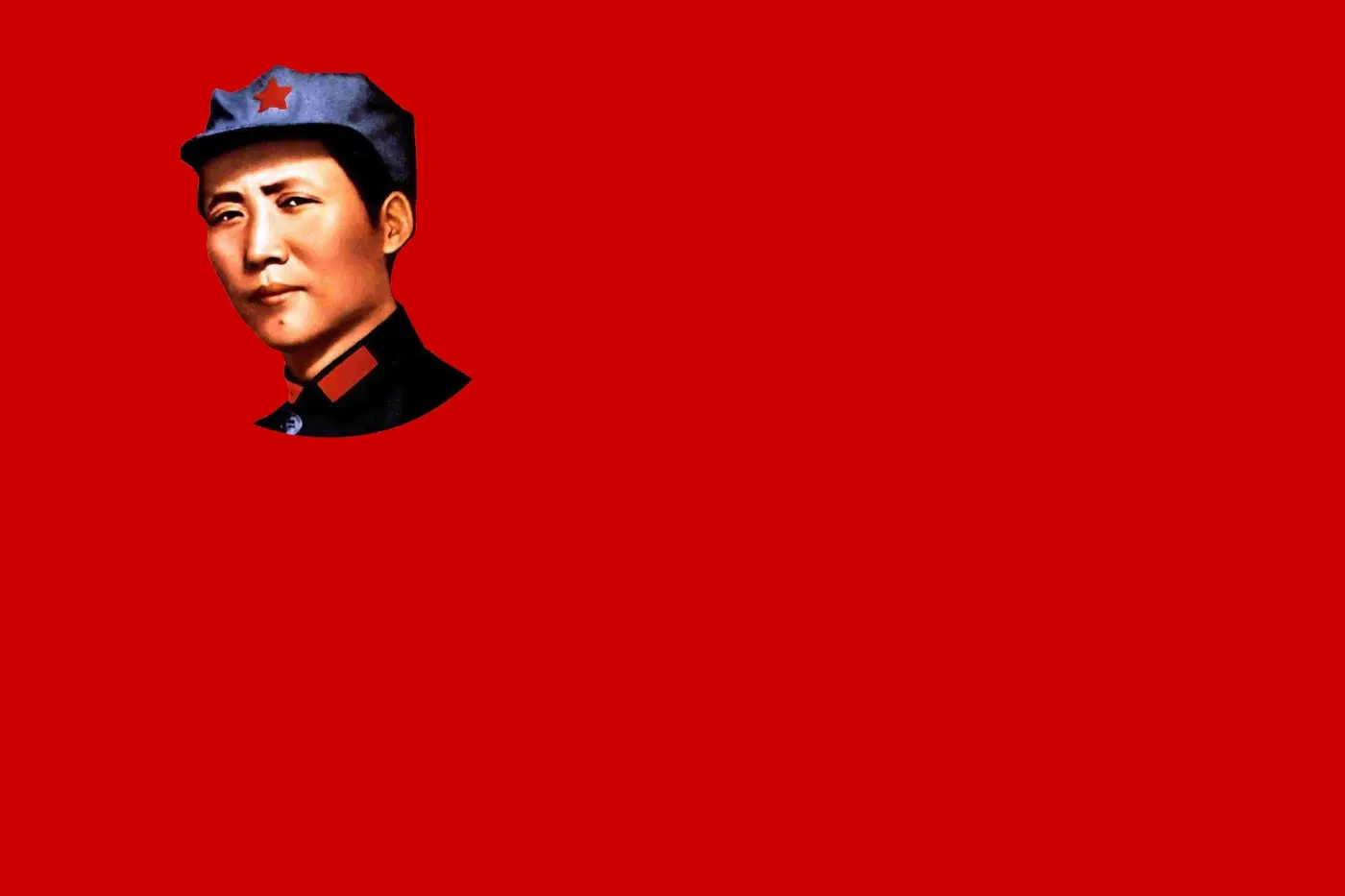
党旗

中国毛沢東主義共産党（ちゅうごくもうたくとうしゅぎきょうさんとう、中: 中国毛泽东主义共产党，略称は中毛共、英: Maoist Communist Party of China , MCPC）は、マルクス・レーニン主義・毛沢東主義を信奉する中国の地下共産主義政党である。
2008年12月26日から翌年の春節にかけて、『ユートピア』『進歩社会ネット』等の中国国内の極左ウェブサイトや海外の中国語サイト上で中国毛沢東主義共産党名義の『全国人民に告げる書』と題する声明文が出回り始めた。この声明は、現在の中国共産党実権派を修正主義路線と批判し、共産主義、社会主義の目的から乖離して中国を国際市場経済へと組み込み、人民を分断し、中国を『西側化』させる危険を犯していると批判した。同時に劉暁波らを"帝国主義知識分子"と断じ、売国的気質を現しており、国家と人民の利益を裏切っていると主張した。一方でこれらの問題に対抗する具体的な方策は示さず、文革方式の大衆動員と造反、継続革命、第二革命によって「反革命修正主義統治集団を覆さなければならない」と主張した。
中国毛沢東主義共産党は2009年1月正式に結党され、薄熙来を(本人の同意を得ないまま)党総書記に任命した。実際にはこうした行動は薄熙来らからは全く受け入れられておらず、中国で「毛沢東思想を実践する最後の農村」として知られる南街村の書記からも距離を置かれていた。
毛沢東主義の活動家馬厚芝は、2009年に重慶でMCPCの集会を開催したことで逮捕された。10年の禁固刑を言い渡され、2019年に釈放された。